# One・Two・Three/The 摩天楼ショー
『One・Two・Three/The 摩天楼ショー』（ワン・トゥー・スリー/ザ・まてんろうショー）は、モーニング娘。の50枚目のシングル。2012年7月4日に発売された。

## 概要
前作「恋愛ハンター」から約3か月ぶりのシングルで、新垣里沙（5期）、光井愛佳（8期）の2人が卒業して、道重さゆみがリーダー就任後、10人体制になり初のシングル。
本作は、モーニング娘。初となる本格的な両A面シングル。
2011年9月14日発売シングル『この地球の平和を本気で願ってるんだよ!』は、『彼と一緒にお店がしたい!』との両A面シングル予定だったが単独A面に変更されている。
「One・Two・Three」は、2012年5月26日に開催のガールズアワードで初披露。
センターは、田中れいな、鞘師里保、石田亜佑美の3人。
メインボーカルは、田中れいな、鞘師里保、道重さゆみの3人。
楽曲のシングル盤は、「初回生産限定盤A」、「初回生産限定盤B」、「初回生産限定盤C」、「初回生産限定盤D」、「初回生産限定盤E」、「初回生産限定盤F」、「通常盤」の7形態で発売された。
「初回生産限定盤A」、「初回生産限定盤C」、「初回生産限定盤E」には、DVD同梱。
「初回生産限定盤」には、イベント抽選シリアルナンバーカードが封入。
「初回生産限定盤」全6枚と「通常盤」の7枚をセットにしたBOXセットも発売された。
セットには9月8日・9月17日開催の発売記念チェキ会の参加券が付属。
「初回生産限定盤A」、「初回生産限定盤B」、「初回生産限定盤C」、「初回生産限定盤D」、「初回生産限定盤E」、「初回生産限定盤F」のカップリング曲は、世代ごと（6期、9期、10期）の歌唱曲がそれぞれ収録された。
本作以降、「初回生産限定盤」各種にそれぞれ違ったカップリング曲が収録されるようになる。
「初回生産限定盤A」、「初回生産限定盤B」のカップリング曲は、6期メンバー（道重さゆみ、田中れいな）の2人のユニット「ロッキーズ」の歌唱曲「私の時代!」が収録。
「初回生産限定盤C」、「初回生産限定盤D」のカップリング曲は、9期メンバー（譜久村聖、生田衣梨奈、鞘師里保、鈴木香音）の4人のユニット「Q期」の歌唱曲「アイサレタイノニ…」が収録。
「初回生産限定盤E」、「初回生産限定盤F」のカップリング曲は、10期メンバー（飯窪春菜、石田亜佑美、佐藤優樹、工藤遥）の4人のユニット「天気組」の歌唱曲「青春ど真ん中」が収録。

## アートワーク
| 初回生産限定盤A | 『One・Two・Three』／『The 摩天楼ショー』歌唱メンバー全10名 |
| 初回生産限定盤B | 道重さゆみ、田中れいな                                      |
| 初回生産限定盤C | 『One・Two・Three』／『The 摩天楼ショー』歌唱メンバー全10名 |
| 初回生産限定盤D | 譜久村聖、生田衣梨奈、鞘師里保、鈴木香音                    |
| 初回生産限定盤E | 『One・Two・Three』／『The 摩天楼ショー』歌唱メンバー全10名 |
| 初回生産限定盤F | 飯窪春菜、石田亜佑美、佐藤優樹、工藤遥                      |
| 通常盤          | 『One・Two・Three』／『The 摩天楼ショー』歌唱メンバー全10名 |

## 規格品番

### 初回生産限定盤A
- CD：EPCE-5872
- DVD：EPCE-5873

### 初回生産限定盤B
- EPCE-5874

### 初回生産限定盤C
- CD：EPCE-5875
- DVD：EPCE-5876

### 初回生産限定盤D
- EPCE-5877

### 初回生産限定盤E
- CD：EPCE-5878
- DVD：EPCE-5879

### 初回生産限定盤F
- EPCE-5880

### 通常盤
- EPCE-5881

## チャートパフォーマンス
初日のオリコンのCDシングルデイリーランキングで2位を獲得。オリコン週間ランキングで初登場3位を獲得により史上初となる通算50作品のオリコンシングルトップ10入りを達成。初動売上は2002年10月30日発売「ここにいるぜぇ!」以来約10年ぶりに10万枚を突破。

## キャンペーン
50枚目のリリースおよびハロー!プロジェクト誕生15周年を機に様々なキャンペーン活動を行った。
- 日光東照宮でヒット祈願。
- 2012年7月2日より、プロフィール、全シングル解説動画（公式YouTubeチャンネル内）、メディア・イベント情報（ハロー!プロジェクトオフィシャルサイト内）へのリンクを掲載した特設サイトを開設。
- 渋谷TSUTAYA Qフロントに「モー50枚目。」の特大看板を設置する[16]など都内広告展開。
- タワーレコードとコラボ企画（オンライン限定個別握手会、全国店舗でのポスター掲示・抽選、渋谷店での衣装展示）。[17]

## 楽曲詳細
One・Two・Three
「10名となったモーニング娘。の代表曲」という意識で作曲され、パート割が細かくヴォーカルへのエフェクト処理も多用される。完成には時間を要し、何度も作り直したという。
The 摩天楼ショー
つんく♂が得意とするディスコ調の曲。
鞘師里保は特に好きな曲だと後年語っている。
正式A面曲ではあるが、ミュージックビデオは「Dance Shot Ver.」のみで正式なMVは制作されていない。
スタジオ・衣装が「One・Two・Three」と同一となっている。
振付を担当したYOSHIKOによると、この曲は2011年に存在しており同年シングル発売予定であったが、振付作成中に東日本大震災が発生して一旦お蔵入りとなり、つんく♂が震災を意識したシングル曲として『Only you』を新たに制作したという。
「プッチベスト13」では、『CR元祖ハロー!プロジェクト』（藤商事）で使用されている田中・道重（コーラス）・オリジナルで既に卒業している新垣・光井の4人で歌っている「The 摩天楼ショー（TYPE 0）」がボーナストラックとして収録されている。。

## 収録曲
※ 全作詞・全作曲：つんく

### 通常盤
1. One・Two・Three
編曲：大久保薫[22]
2. The 摩天楼ショー
編曲：鈴木俊介[22]
3. One・Two・Three （Instrumental）
4. The 摩天楼ショー （Instrumental）[23]

### 初回生産限定盤A、初回生産限定盤B
1. One・Two・Three
編曲：大久保薫
2. The 摩天楼ショー
編曲：鈴木俊介
3. 私の時代![24]
歌：モーニング娘。ロッキーズ（道重さゆみ、田中れいな）
編曲：平田祥一郎[22]
4. One・Two・Three （Instrumental）
5. The 摩天楼ショー （Instrumental）[25][26]

初回限定盤A付属DVD
1. One・Two・Three（Another Dance Shot Ver.）

### 初回生産限定盤C、初回生産限定盤D
1. One・Two・Three
編曲：大久保薫
2. The 摩天楼ショー
編曲：鈴木俊介
3. アイサレタイノニ…[24]
歌：モーニング娘。Q期（譜久村聖、生田衣梨奈、鞘師里保、鈴木香音）
編曲：平田祥一郎[22]
4. One・Two・Three （Instrumental）
5. The 摩天楼ショー （Instrumental）[27][28]

初回限定盤C付属DVD
1. The 摩天楼ショー （Dance Shot Ver.）

### 初回生産限定盤E、初回生産限定盤F
1. One・Two・Three
編曲：大久保薫
2. The 摩天楼ショー
編曲：鈴木俊介
3. 青春ど真ん中[24]
歌：モーニング娘。天気組（飯窪春菜、石田亜佑美、佐藤優樹、工藤遥）
編曲：大久保薫[22]
4. One・Two・Three （Instrumental）
5. The 摩天楼ショー （Instrumental）[29][30]

初回限定盤E付属DVD
1. One・Two・Three （Close-Up Ver.）

### チェキ会参加券付スペシャルBOXセット
1. 初回生産限定盤A
2. 初回生産限定盤B
3. 初回生産限定盤C
4. 初回生産限定盤D
5. 初回生産限定盤E
6. 初回生産限定盤F
7. 通常盤

- オリジナル特製收納ボックス
- チェキ会参加券1枚

## 参加メンバー
- 6期：道重さゆみ、田中れいな
- 9期：譜久村聖、生田衣梨奈、鞘師里保、鈴木香音
- 10期：飯窪春菜、石田亜佑美、佐藤優樹、工藤遥

## 参加ミュージシャン
- 大久保薫 - キーボード&プログラミング（1、初回E3、初回F3）
- モーニング娘。 - コーラス（1）
- CHINO - コーラス（1、2、初回A3、初回B3、初回C3、初回D3、初回E3、初回F3）
- つんく♂ - コーラス（1、2、初回C3、初回D3）
- 鈴木俊介 - プログラミング&ギター（2）
- 竹内浩明 - コーラス（2）
- 平田祥一郎 - プログラミング（初回A3、初回B3、初回C3、初回D3）
- 鎌田浩二 - ギター（初回A3、初回B3、初回C3、初回D3）
- 鞘師里保 - コーラス（初回C3、初回D3）

## 収録アルバム
- ⑬カラフルキャラクター（1、2）
- The Best!〜Updated モーニング娘。〜（1<updated.>）
- ベスト! モーニング娘。20th Anniversary（1、2）
- モーニング娘。ベストセレクション 〜The 25周年〜（1<23 Ver.>）

## DVDシングル

### シングルV「One・Two・Three」

#### 収録曲
1. One・Two・Three（Music Video）
2. One・Two・Three（Dance Shot Ver.）
3. メイキング映像

### イベントV「One・Two・Three」

#### 収録曲
1. One・Two・Three（道重さゆみ Solo Ver.)
2. One・Two・Three（田中れいな Solo Ver.）
3. One・Two・Three（譜久村聖 Solo Ver.）
4. One・Two・Three（生田衣梨奈 Solo Ver.）
5. One・Two・Three（鞘師里保 Solo Ver.）
6. One・Two・Three（鈴木香音 Solo Ver.）
7. One・Two・Three（飯窪春菜 Solo Ver.）
8. One・Two・Three（石田亜佑美 Solo Ver.）
9. One・Two・Three（佐藤優樹 Solo Ver.）
10. One・Two・Three（工藤遥 Solo Ver.）